# Копренка златка
Копренка златка (Phlegmacium (Cortinarius) splendens) изузетно је отровна гљива која се може наћи крај букве и храста, цера, а понекад и медунца. Распростањена је широм простора бивше Југославије, иако није баш честа.

## Изглед

### Клобук
Клобук је отприлике 3—5—6 cm, правилно кружно и готово полулоптасто заобљен, а одрастао мало спљоштенији, док је млади с кратко подвијеним крајем. Крај је оштрогуаон и висећи. Површина клобука је глатка и лепљива, и кад је осушена блистава. Клобук је златножут, по диску замрљан цигласто или смеђе. Ту се распада у ситне смеђе љуспице, а по крају може бити и посмеђен. Могу се наћи млади примерци код којих је златни фонд потпуно и уједначено целом површином покривен смеђим тоном. Боје клобука често подсећају на Tricholomu auratum, али својом смеђом мраморираношћу преко жуте основе на диску — и на зелену пупавку.

### Листићи
Листићи код копренке златке су равно прираски с уским јарком, гушћи, тањи. Широки су до 7 милиметара. Њихова оштрица је цела, иако је понекад валовита. Листићи су им златносумпорне боје, која остаје и у дну, а кад сазру постају рђе боје.

### Отрусина
Отрусина код копренке златке је искључиво рђе боје.

### Стручак
Стручак је величине 3—5/0,8—1,2 (док је млађи, дебљи је и досеже дужину до 1,5 cm) с булбом између 1,3 и 2,5 (код млађег и до 3,2) центиметара. Булба је у младости готово широко и равно обрубљена, али се, као и стручак, растом истеже и постаје тања, те код одраслих с горње стране није водоранавна/хоризонатлна него коса и заобљенија и крушколика. Живо сумпорножут; булба одозго и на крају риђе/смеђа, одоздо такође сумпорна.

### Месо
Месо код копренке златке је живо златножуто, код младих у горњем делу клобука и у булби светлије, бледолико жуто и са мрљама рђе боје. Дебело је до 1,5 cm, тврдо. Нема мириса. Мирише на кекс или на свеже печен хлеб.

## Хемијске реакције
На калијум-хидроксид по кожици уз крај маслинаста, у месу негативна.

## Микроскопија
Споре бадемастог облика, тамнијим бубуљицама ишаране, неке и капљасте. 9—10/5,5—6,5 mi.

## Доба
Октобар.

## Јестивост
Копренка златка је отровна, можда и смртоносна. Лијешење као код пупавки.

## Сличне врсте
Осим што се замењује са псеудосулфуреумом, неки аутори, посебно француски, често га сматрају fulgensom (Phlegmacium fulmineum), те наводе да му је као и код овог другог, реакција по кожи црвеносмеђа. Прави splendens реагује на том месту смеђе/маслинасто. Врло је велика сличност између њега и Phlegmaciuma citrinuma lge. ex Orton, а разлика је у нијанси жуте: splendens нема лимун нијанси (зеленкасте примере) него је златножут, сумпорно или окер — и по клобуку и по стручку и у месу (само булба може споља и изнутра вући на лимун). Осим тога, док splendens на лужине у месу не реагује, месо citrinuma реагује загаситомаслинастозелено, те су му споре за 1—2 микрона краће и уже. Чак ни citrinum не треба јести, јер се и он сврстава у сумњиве гљиве. Копренка златка је налик на Amanitu phalloides, те би при замени једне с другом значило прећи од зла на горе. Јестива Tricholoma flavovirens зеленка нема ни булбу ни cortinu које имају сви ови опасни Phlegma ii са жутим месом.
Осим splendensa, међу Phlegmaciima се смроносно отровнима сматрају и мрачњача Cortinarius atrovirens Kalchbr. црнозеленог клобука и златки сличног месате копренка жумањача Cortinarius vitellius Mos. боје жуманцета, дугачког стручка и смрадног воња.